# Under the Sign of Hell 2011
Under the Sign of Hell 2011 je deveti studijski album norveškog black metal-sastava Gorgoroth. Diskografska kuća Regain Records objavila ga je 5. prosinca 2011. godine. Album je potpuno iznova snimljena verzija Gorgorothovog albuma Under the Sign of Hell, koji je objavljen 1997. godine. To je također posljednji album s pjevačem Pestom.

## Popis pjesama
1. "Revelation of Doom" - 3:00
2. "Krig" - 2:35
3. "Funeral Procession" - 2:58
4. "Profetens åpenbaring" - 4:26
5. "Ødeleggelse og undergang" - 4:15
6. "Blood Stains the Circle" - 2:41
7. "The Rite of Infernal Invocation" - 3:16
8. "The Devil Is Calling" - 3:01

## Zasluge
| Gorgoroth - Pest - vokali - Infernus - gitara, bas-gitara, tekstovi, glazba, produkcija, mastering - Tomas Asklund - bubnjevi, inženjer zvuka, mastering, miks, produkcija |  | Ostalo osoblje - Björn Engelmann - mastering |